# Jimmy Kimmel Live!
Jimmy Kimmel Live! é um late-night talk show americano criado e apresentado por Jimmy Kimmel, transmitido pela ABC. O programa noturno de uma hora de duração fez sua estreia em 26 de janeiro de 2003 no Hollywood Masonic Temple em Hollywood, Califórnia, como parte da programação inicial da ABC para o Super Bowl XXXVII. Jimmy Kimmel Live! é produzido pela Kimmelot em associação com a ABC Signature. Tendo sido exibido por mais de três vezes mais do que The Dick Cavett Show (1969–1975) ou Politically Incorrect (1997–2002), é o late-night talk show noturno mais antigo do canal.